# Arvo Viitanen
Arvo Viitanen, född 12 april 1924 i Urais i Finland, död 28 april 1999 i Myllykoski, Kouvola, var en finländsk längdåkare som tävlade under 1950-talet.